# Kostroga
Kostroga (dodatkowa nazwa w j. kaszub. Kòstroga) – osada w Polsce, położona w województwie pomorskim, w powiecie bytowskim, w gminie Czarna Dąbrówka.
Do 1945 roku przystanek kolejowy Kostroga na linii (obecnie nieistniejącej) Lębork-Bytów.
W latach 1975–1998 osada administracyjnie należała do województwa słupskiego.